# Радвей (Альберта)
Радвей — село в центральній Альберті, Канада, в окрузі Торгілд. Воно розташоване за 0.75 км на південний схід від шосе 28, приблизно за 42 км на північний схід від Форту-Саскачеван та за 70 км на північний схід від Едмонтона .

## Демографічні показники
Як визначене місце в переписі населення 2016 року, проведеному Статистичним управлінням Канади, Радвей зафіксував 171 мешканців, які проживають в 69 із 82 приватних будинків, на 5,6% більше від 162 мешканців на 2011 рік. При площі земельної ділянки 0,6 км2 (0,23 миля2) , щільність населення 285,0/км   у 2016 р. 

## Дивіться також
- Krause Milling Co.
- Список громад в Альберті
- Список колишніх міських муніципалітетів в Альберті
- Список селищ в Альберті